# Rychlovarná konvice

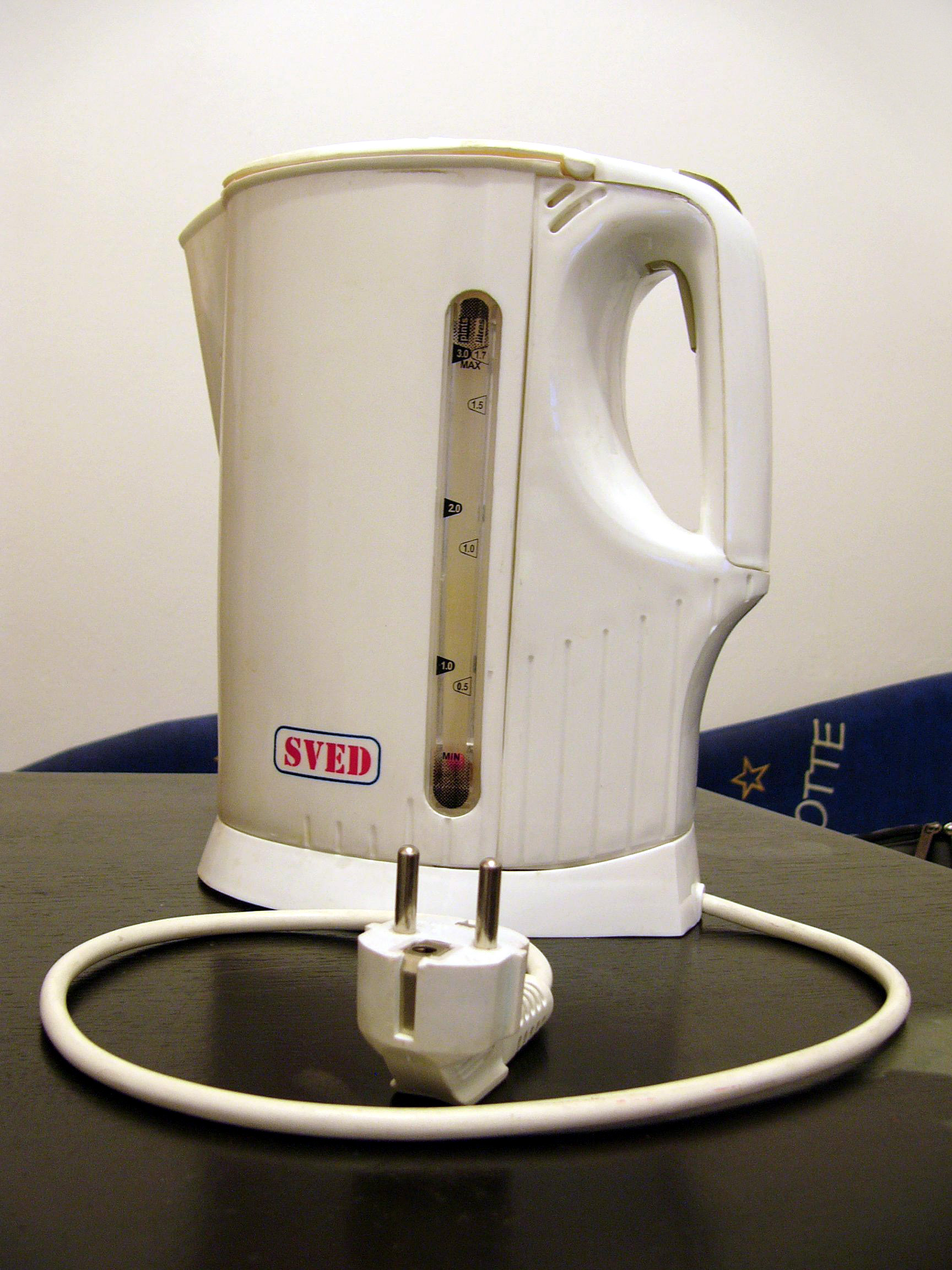
Rychlovarná konvice

Rychlovarná konvice je elektrický spotřebič který slouží k ohřívání vody až do bodu varu. 

## Popis
Rychlovarná konvice se obvykle skládá ze dvou částí – z vlastního tělesa konvice a z podstavce s přívodním kabelem. Během ohřevu musí být konvice na podstavci, s nímž je bezpečným způsobem elektricky propojena, ale jinak je možné ji snadno sejmout. To umožňuje s konvicí libovolně manipulovat, aniž by byl uživatel omezován přívodní šňůrou nebo byla ohrožena jeho bezpečnost. U některých provedení (cestovní) může být přívodní kabel připojen napevno k tělesu konvice.

## Funkce
Vodu ohřívá topné těleso, obvykle s výkonem od 1500 do 2500 W. Starší topná tělesa byla spirálová, novější konvice je mají vestavěna do dna.
Konvice je vybavena bimetalovým spínačem, který po dosažení bodu varu odpojí topné těleso od přívodu elektrické energie. Tento spínač zároveň slouží jako bezpečnostní pojistka a ochrana proti požáru, neboť brání provozu bez vodní náplně. Moderní konvice mívají tyto spínače obvykle dva, takže je jejich úroveň bezpečnosti mnohem větší, než například u ponorných ohřívačů. Existují též konvice, které mohou omezovat ohřev vody na teplotu nižší, než je bod varu.

## Výhody a nevýhody
Vysoký elektrický výkon umožňuje rychlé ohřátí vody při vysokém proudu (při napětí 230 V jde asi o 6 – 11 A). To může způsobovat problémy zejména u starších nebo neodborně provedených elektrických rozvodů, nebo pokud je konvice připojena do stejného elektrického okruhu s jiným energeticky náročným spotřebičem.
Celkově je však varná konvice pro ohřev vody úspornější než např. elektrický sporák, protože není třeba ohřívat tak velké hmoty mimo vlastní vody.

## Historie
První rychlovarná konvice byla představena americkou firmou Carpenter Electric Company v roce 1891.